# Баријере за приступ
Баријере за приступ (енгл. access barriers) - економске, социјалне, психолошке, културне, образовне и психичке препреке између људи и услуга које су им потребне и на које имају право. Ове препреке могу укључити мањак знања о постојању ресурса, немогућност да се разуме начин на који се услуга примењује, породични или етнички табуи против употребе потребних програма. 